# Raymond Landburg
Raymond Landburg is een Surinaams bestuurder. Hij was vanaf het begin van de jaren 2000 districtscommissaris van Marowijne en vanaf circa 2005 tot 2011 van Sipaliwini. Hij is lid van het Centraal Hoofdstembureau en van de Sociaal Economische Raad.

## Biografie

### Theater
Tijdens Landsburgs jonge jaren acteerde hij in het theaterstuk Wan njoen libie (1977) die geregisseerd werd door René Tosari.

### Districtscommissaris en bestuursfuncties
Voor of in 2004 werd hij benoemd tot districtscommissaris (dc) van Marowijne. In 2005 droeg hij daar het bestuur over aan Theo Sondrejoe. Hierna werd hij dc van Sipaliwini. Hier bleef hij aan tot hij in juli 2011 de opdracht van minister Linus Diko van Regionale Ontwikkeling kreeg om het bestuur over te dragen aan Naltus Naana en hem te adviseren over de decentralisatie van Sipaliwini in verschillende bestuursressorten.

### Hoofd stembureau en lid CHS
Als dc had hij tevens de leiding over het hoofdstembureau van Sipaliwini tijdens de verkiezingen van 2010. De aanmelding voor deelname aan de verkiezingen verliep rommelig, omdat de stukken van de A-Combinatie ongetekend binnen waren gekomen. Onder leiding van Landburg werd besloten de partijalliantie in de gelegenheid te stellen om de stukken te tekenen, wat uiteindelijk niet binnen op tijd gebeurde. Landburg keurde de deelname goed terwijl Jennifer van Dijk-Silos, de voorzitter van het Onafhankelijk Kiesbureau (OKB), van mening was dat de aanmelding eigenlijk ongeldig was. Ze verklaarde dat het OKB achteraf zou moeten bepalen of de stemmen op de A-Combinatie meegeteld mochten worden. Tijdens de verkiezingen behaalde de A-Combinatie drie van de vier zetels in Sipaliwini. Het OKB verklaarde de stemmen uiteindelijk bindend, omdat het verloop anders ondemocratisch zou zijn geweest.
In 2015 werd Landburg door de ABOP voorgedragen als lid van het Centraal Hoofdstembureau (CHS). Van Dijk-Silos, opnieuw voorzitter van het OKB, was tegen zijn benoeming vanwege de gang van zaken in 2010. De installatie werd later niettemin doorgevoerd. In 2021 werd zijn lidmaatschap van het CHS opnieuw bevestigd.

### Bestuursfuncties
In 2013 benoemde minister Stanley Betterson van RO hem tot voorzitter van de commissie Herstructurering Centrale Markt. In 2017 voerde Landburg een lijst aan voor het voorzitterschap van de Surinaamse Voetbal Bond (SVB), waarmee hij het aflegde tegen Lesley Rodgers. In 2020 werd hij benoemd tot lid van de Sociaal-Economische Raad (SER).